# ヨハン (ザクセン王)
ヨハン（Johann、1801年12月12日 - 1873年10月29日）は、ザクセン王国の第4代国王（在位：1854年 - 1873年）。ザクセン王太子マクシミリアン（1759年 - 1838年）の三男で、第3代ザクセン王フリードリヒ・アウグスト2世の弟。初代ザクセン王フリードリヒ・アウグスト1世、第2代ザクセン王アントンの甥。全名はJohann Nepomuk Maria Joseph Anton Xaver Vincenz Aloys Franz de Paula Stanislaus Bernhard Paul Felix Damasus。

## 生涯
1801年12月12日にドレスデンで、ザクセン選帝侯フリードリヒ・クリスティアンの五男マクシミリアンとその最初の妻であったパルマ公フェルディナンドの娘カロリーナの第六子として生まれた。
ヨハンは詩や音楽を好み、特に母親がイタリアのパルマ公家出身ということもあってイタリア文学に傾倒した。1821年には兄クレメンスとともにイタリアへ旅行している（なお同行したクレメンスは翌1822年にピサで客死した）。また、自らフィラレテス（Philalethes）の筆名でダンテ・アリギエーリの『神曲』をドイツ語へ翻訳している。
1822年11月21日にヨハンはバイエルン王マクシミリアン1世の王女アマーリエ・アウグステ（1801年 - 1877年）とドレスデンで結婚した。
1830年に長兄フリードリヒ・アウグストは国王であった伯父アントンによって摂政に任命され、1836年にアントンが死去するとフリードリヒ・アウグスト2世として王位に即いた。フリードリヒ・アウグスト2世にも子供がいなかったためヨハンは王太弟となり、1854年に彼が事故死すると王位を嗣いだ。
ザクセン王国は首相のフリードリヒ・フェルディナント・フォン・ボイストの影響の下、大ドイツ主義を採ってオーストリア帝国と接近した。しかしオーストリア側で参戦した普墺戦争（1866年）でプロイセン王国に敗れるとザクセンも北ドイツ連邦に加盟し、1871年のドイツ統一の際にはドイツ皇帝ヴィルヘルム1世に忠誠を誓っている。
ヨハンは1873年10月29日にピルニッツで死去し、王位は長男のアルベルトが嗣いだ。

## 子女
王妃のアマーリエ・アウグステとの間には以下の3男6女をもうけた。
- マリー・アウグステ・フリーデリケ・カロリーネ・ルドヴィケ・アマーリエ・マクシミリアーネ・フランツィスカ・ネポムツェナ・クサヴェリア （1827年 - 1857年）
- フリードリヒ・アウグスト・アルベルト・アントン・フェルディナント・ヨーゼフ・カール・マリア・バプティスト・ネポムク・ヴィルヘルム・クサーヴァ・ゲオルク・フィデリス （1828年 - 1902年） - ザクセン王
- マリア・エリーザベト・マクシミリアーナ・ルドヴィカ・アマーリエ・フランツィスカ・ゾフィア・レオポルディーネ・アンナ・バプティスタ・クサヴェリア・ネポムツェナ （1830年 - 1912年） - ジェノヴァ公フェルディナンド妃
- フリードリヒ・アウグスト・エルンスト・フェルディナント・ヴィルヘルム・ルートヴィヒ・アントン・ネポムク・マリア・バプティスト・クサーヴァ・ヴィンツェンツ （1831年 - 1847年）
- フリードリヒ・アウグスト・ゲオルク・ルートヴィヒ・ヴィルヘルム・マクシミリアン・カール・マリア・ネポムク・バプティスト・クサーヴァ・ツィリアツス・ロマヌス （1832年 - 1904年） - ザクセン王
- マリア・シドーニア・ルドヴィカ・マティルデ・ヴィルヘルミーネ・アウグステ・クサヴェリア・バプティスタ・ネポムツェナ・ヴェロニカ・ヒュアツィンティア・デオダタ （1834年 - 1862年）
- アンナ・マリア・マクシミリアーネ・シュテファニア・カロリーネ・ヨハンナ・ルイーザ・クサヴェリア・ネポムツェナ・アロイシア・ベネディクタ （1836年 - 1859年） - トスカーナ大公フェルディナンド4世妃
- マルガレーテ・カロリーネ・フリーデリケ・ツェツィリエ・アウグステ・アマーリエ・ヨゼフィーネ・エリーザベト・マリア・ヨハンナ （1840年 - 1858年） - オーストリア大公カール・ルートヴィヒ妃
- ゾフィー・マリア・フリーデリケ・アウグステ・レオポルディーネ・アレクサンドリーネ・エルンスティーネ・アルベルティーネ・エリーザベト （1845年 - 1867年） - バイエルン公カール・テオドール妃